# Akihiro Tabata
Akihiro Tabata (田畑 昭宏?, Tabata Akihiro; Prefettura di Saitama, 15 maggio 1978) è un ex calciatore giapponese, di ruolo difensore.